# Deiva De Angelis

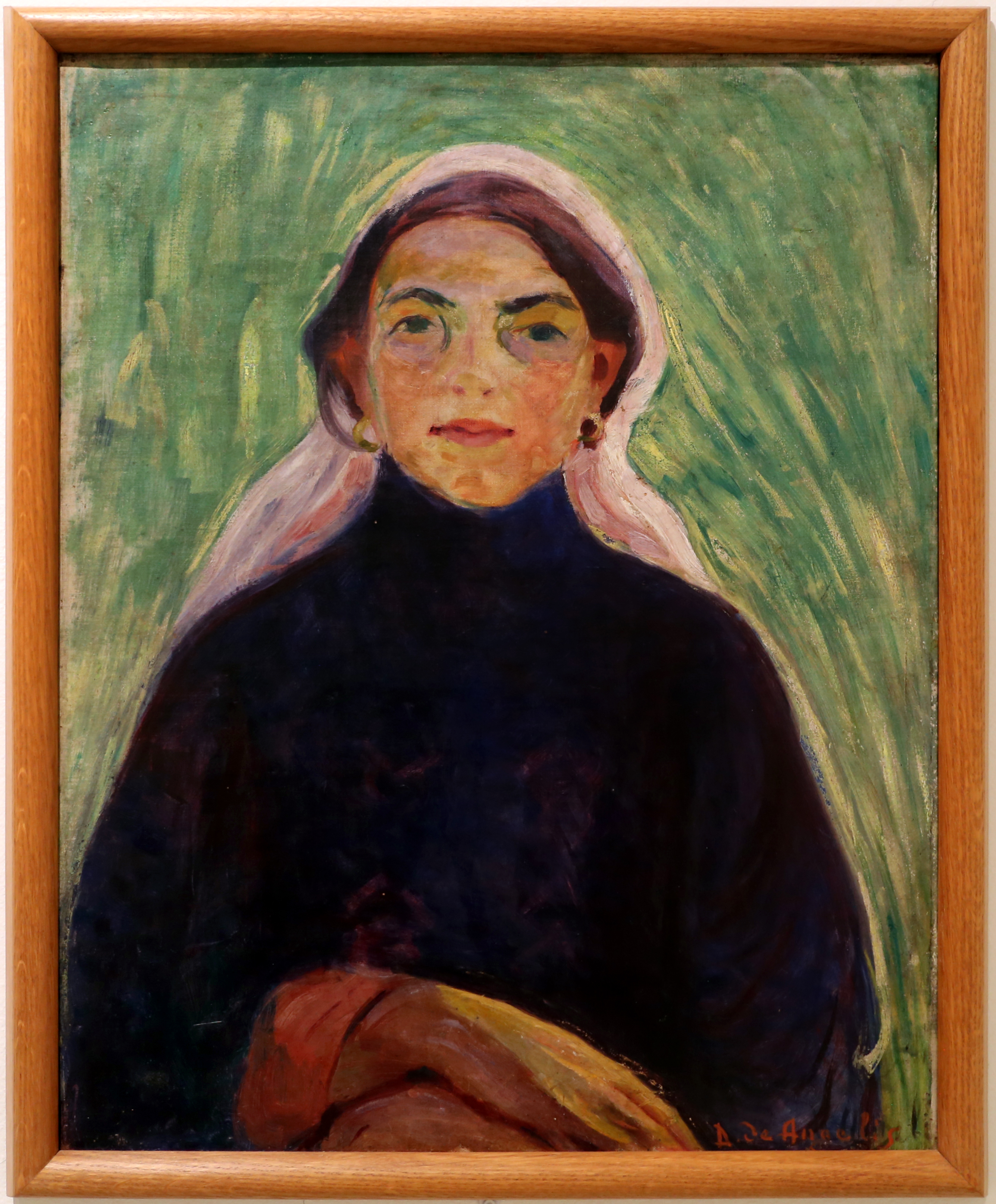
Ragazza con fazzoletto rosa, Cagliari, Galleria comunale d'arte

Deiva De Angelis (Perugia, 16 luglio 1884 – Roma, 24 febbraio 1925) è stata una pittrice italiana.

## Biografia
Le notizie biografiche sulla pittrice, soprattutto quelle relative alla nascita e alla giovinezza, sono state sempre incerte e scarse. Un lavoro di ricerca compiuto da alcuni discendenti, ha portato qualche certezza in più, almeno sul suo vero nome e sulle date di nascita e morte. Nata come Deiva Riposati da una famiglia molto povera a Piccione, frazione posta tra Perugia e Gubbio lungo la strada Eugubina a nord-est del capoluogo umbro, si trasferisce a Roma nei primi anni del '900, lavorando prima come fioraia e poi come modella. Legatasi al pittore inglese William Walcot (Odessa 1874 – Londra 1943), compie con lui un viaggio in Europa e si avvia alla pittura. Tornata a Roma, sposa l'avvocato pugliese Alfredo De Angelis dal quale si separa poco tempo dopo, pur conservandone il cognome che continuerà ad usare nelle sue opere fino alla morte. Nell'ambiente artistico romano è però conosciuta anche col cognome materno di Terradura. Viene introdotta negli ambienti culturali romani dal pittore Cipriano Efisio Oppo e partecipa, nel 1913, alla Prima Esposizione Internazionale d’Arte della Secessione Romana e alle successive terze e quarte edizioni. Anton Giulio Bragaglia, estimatore e amico della pittrice, arriva a definirla un ottimo cervello maschio che dipinge come un uomo e ospita la prima mostra personale di Deiva nella sua Casa d'Arte. Collabora alla rivista d'arte Cronache d'attualità illustrando le liriche di Arturo Onofri nell'opera antologica Arioso. Ammalatasi di cancro, si vede costretta a svendere molte delle sue opere per curarsi (motivo della dispersione di gran parte dei suoi lavori).  Si lega sentimentalmente al pittore e illustratore trevigiano Bepi Fabiano, che sposa poco prima di morire. Muore a Roma il 24 febbraio 1925.

## Alcune Opere
- Ritratto, 1913

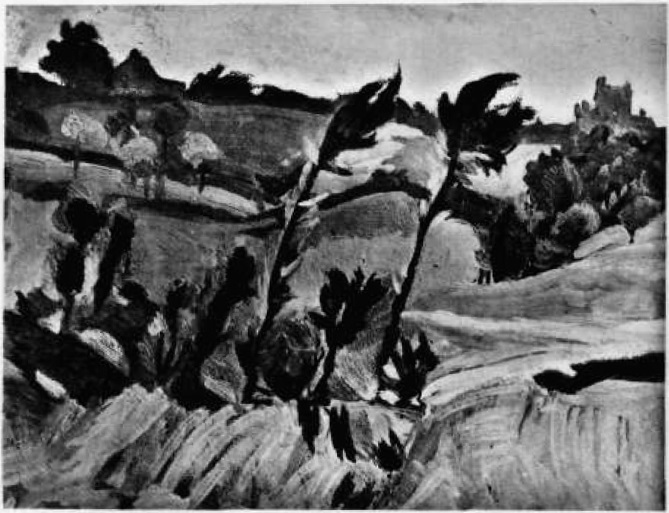
Campagna romana, 1910-1920 ca.

- Nudo femminile, 1912, olio su tela
- Contadino, 1915
- Case, 1915
- Bottiglia tonda e bricco, 1915
- Tolette, 1915
- Paesaggio urbano, 1918
- Tetti di Roma, 1918, olio su cartone
- Ciclamini, 1918-1920, olio su cartone
- Autoritratto, 1922, olio su tela
- Ritratto di bambino, 1923 olio su tela

## Filmografia
- Deiva di Gianluca Sannipoli, Media Video, 2017